# Robert B. Sherman
Robert B. Sherman (Nova Iorque, 19 de dezembro de 1925 — Londres, 6 de março de 2012) foi um compositor estadunidense, conhecido por suas canções escritas para a Walt Disney Studios em parceria com o irmão Richard M. Sherman. Uma delas, "Chim Chim Cher-ee", do filme Mary Poppins, venceu o Oscar de melhor canção original em 1966, e os Sherman também seriam agraciados com o Oscar de melhor trilha sonora. Robert, que também lutou na Segunda Guerra Mundial e foi ferido em batalha, faleceu em 2012.

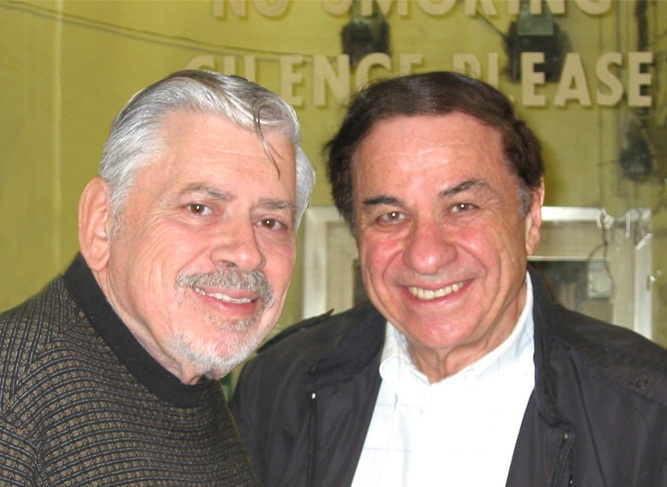
Robert e seu irmão Richard

## Medalhas e honrarias
|  | Purple Heart                                   |
|  | European-African-Middle Eastern Campaign Medal |
|  | American Campaign Medal                        |
|  | Army Good Conduct Medal                        |
|  | Medalha de Vitória da Segunda Guerra Mundial   |